# 郭玫蘭事件
又被稱為前中央社女記者共諜案。郭玫蘭事件是一起檢、警違反偵查不公開，導致事件嫌疑人在未受審判前即遭媒體公審及污名化。

## 背景
郭玫蘭（1972-2018）自幼對記者這個工作存有夢想且十分嚮往，國中時就立志要當新聞記者。世新大學畢業後，如願到媒體工作，曾在台灣日報、東森ETtoday、投資中國雜誌、中央社等任職，逾10年來多是負責兩岸版記者或大陸駐點記者，任職期間個性積極、樂於助人受到同業肯定。事件爆發前一年，她辭去所有工作，專心攻讀佛光大學傳播學系碩士。
2014年2月，調查局認為2007年時派駐中國在中央社主跑兩岸路線的郭玫蘭與周姓台商談戀愛，並因此認識中國官方的路姓男子，路男要求她返台後，儘量與民進黨人士、法輪功人員接觸，並提供2008年的選情分析，而遭以違反國安法拘捕到案。

## 調查經過
2014年2月10日，調查局收到檢舉郭玫蘭於2007年曾經約台北市調查處一名組長出來喝咖啡想要吸收這名調查官，故以刺探、蒐集、交付或傳遞關於公務上應秘密之文書、消息罪違反國家安全法為名義，到郭玫蘭家中進行搜索、扣押新聞採訪資料、名片、光碟、隨身碟、手機SIM卡等，並帶回新店法務部調查局總部進行隔離偵訊。
2014年2月11日，包括台灣、香港、中國、國際媒體等至少有30家媒體報導此事。
2014年12月15日，經過檢察官調查查扣的電腦與手機，發現郭玫蘭透過電子郵件發送2008總統大選選情分析、民進黨對扁案的公開說法、馬英九總統就職演說給路男，但內容幾乎都是公開的新聞資料並非公務祕密，其目的則是為協助兩岸交流，對於路男的身份並不清楚。與郭玫蘭有接觸的民進黨黨工蔣玉麟等人到案說明也提到，郭玫蘭並未遊說他們赴中，僅表明中國大陸發展迅速，有機會可以去看看的想法，法輪功人士則說與郭玫蘭只有禮貌性的閒聊，根本不記得她是誰了。且清查郭女帳戶並無異常款項進出，認定全案犯罪嫌疑不足，故對本案下不起訴處分。

## 後續
事件發生後的隔天即媒體大幅報導，由於刊登郭玫蘭正面照片、遭逮捕的罪名，若非檢調外洩資訊媒體根本不可能得知，使在未經審判前讓「郭玫蘭」三個字就被貼上「共諜」的標籤。她原本預計要到一家知名國際新聞網路媒體工作，卻因為有案在身，媒體高層不敢與她聯絡、甚至不願回信。
獲不起訴處分後郭玫蘭不斷在媒體業求職，卻也因所涉案件具有敏感性而履履碰壁，連兼差寫稿都被終止合作關係，只能靠母親金錢支援度日。之後她找到一份薪資不高的藝廊媒體公關工作，老闆卻因為郭玫蘭共諜案太敏感，要她名片上把名字改為「郭小蘭」來避免麻煩。
郭玫蘭於2018年因腦癌過世，自獲不起訴後這位工作表現受到肯定、不斷自我進修的資深記者到死前也沒能回到媒體圈，而因違反偵查不公開導致其名譽、工作受到影響一事，也從未得到應有的道歉。

## 影響

### 監察委員申請調查
2018年3月12日監察委員高湧誠、王美玉以2014年間中央通訊社兩岸新聞中心記者郭玫蘭因疑涉共諜案，於案件偵查期間遭媒體大幅報導並公開其正面照片等，其後檢察官雖做出不起訴處分，卻已導致郭玫蘭名譽、工作權、精神狀況等受到嚴重損害。
鑑於國內近期屢有刑事案件於司法偵查階段遭媒體大幅報導對犯罪嫌疑人或被告不利事證，縱嗣後受檢察署不起訴或起訴處分，均難期保全其名譽隱私或受公平審判之爭議；究相關司法人員偵辦案件有無恪遵「偵查不公開作業辦法」與「檢察、警察暨調查機關偵查刑事案件新聞處理注意要點」等相關法令之要求，申請自動調查。

### 「反滲透法」草案再戰黨團協商
由台灣基進率先響應，提出《外國代理人登記法》草案初擬與發起連署，2019年底，立法院於該年兩次會期針對現行法案只能依靠檢調機關針對事後處罰或甚至因為無罰則而不能對違法者有所作為，於12月27日、30日該屆院會結束前進行兩次黨團協商。
該法案希望組織團體登記為「境外勢力代理人」，並披露其活動之資金、人員和事務關係往來等資訊，以達至信息公開透明。 

由於事前揭露、登記制的身分認定仰賴民眾配合、主管機關的行政處分、舉證或檢舉。主管機關的行政處分雖然必要，並且有大量案例可供作準則
「反滲透法」的草案引起中國國民黨質疑，認為會淪於阻止兩岸人民交流。於30日的協商中也有立委提出郭玫蘭事件會有重演的可能。

面對聲稱(境外勢力影響透明法、反境外敵對勢力併吞滲透法)會侵害憲法賦予的言論自由、新聞自由的種種批評，時代力量立委黃國昌多次表示歡迎逐條公開辯論，並在公視的節目上提到：「我們在教育學生的時候，討論(公共政策)時要具體、要談細節。」希望中國國民黨「不要躲在媒體背後放一些很抽象的話」。

## 註解
1.^ 如廣電三法、兩岸人民關係條例、國家安全法、政治獻金法。
2.^ 如遊說法 公視有話好說 PTSTalk

## 資料來源
1. ↑  . 蘋果日報. 2014-02-11  [2018-11-21]. （原始内容存档于2019-03-02）.
2. ↑  . 2018-02-02  [2018-11-21]. （原始内容存档于2018-02-03）.
3. 1 2  .   [2018-11-22]. （原始内容存档于2018-11-22）.
4. 1 2  .   [2018-11-22]. （原始内容存档于2018-11-22）.
5. ↑  .   [2018-11-22]. （原始内容存档于2018-11-22）.
6. ↑  .   [2018-11-22]. （原始内容存档于2018-11-22）.
7. ↑  .   [2018-11-22]. （原始内容存档于2018-02-03）.
8. ↑  .   [2018-11-22]. （原始内容存档于2018-11-22）.
9. ↑  王揚宇、陳俊華. . 中央通訊社. 2019-05-13  [2019-12-30]. （原始内容存档于2019-12-30）.
10. ↑  .   [2019-12-30].
11. ↑  .   [2019-12-30]. （原始内容存档于2019-12-30）. 
.   [2019-12-30]. （原始内容存档于2019-12-30）.
12. ↑  .   [2019-12-30]. （原始内容存档于2020-03-01）.